# Batee Meutudong
Batee Meutudong is een bestuurslaag in het regentschap Aceh Jaya van de provincie Atjeh, Indonesië. Batee Meutudong telt 137 inwoners (volkstelling 2010).